# 輸送機工業
輸送機工業株式会社（ゆそうきこうぎょう、英: Yusoki Kogyo Co. LTD）は、愛知県半田市に本社を置く航空機部品メーカーである。

## 概要
SUBARU（旧:富士重工業）の子会社で、1917年（大正6年）に創業した中島飛行機の半田製作所を前身としている。
かつては自動車部品や鉄道部品、鉄道車両、織機、カートレーラー（トレーラー式キャリアカー）などの製造も手がけていたが、2005年（平成17年）に撤退し、現在は富士重工業向けの航空機部品の製造・販売を手がけている。

## 沿革
愛知富士産業株式会社設立以前の沿革については中島飛行機を参照のこと。

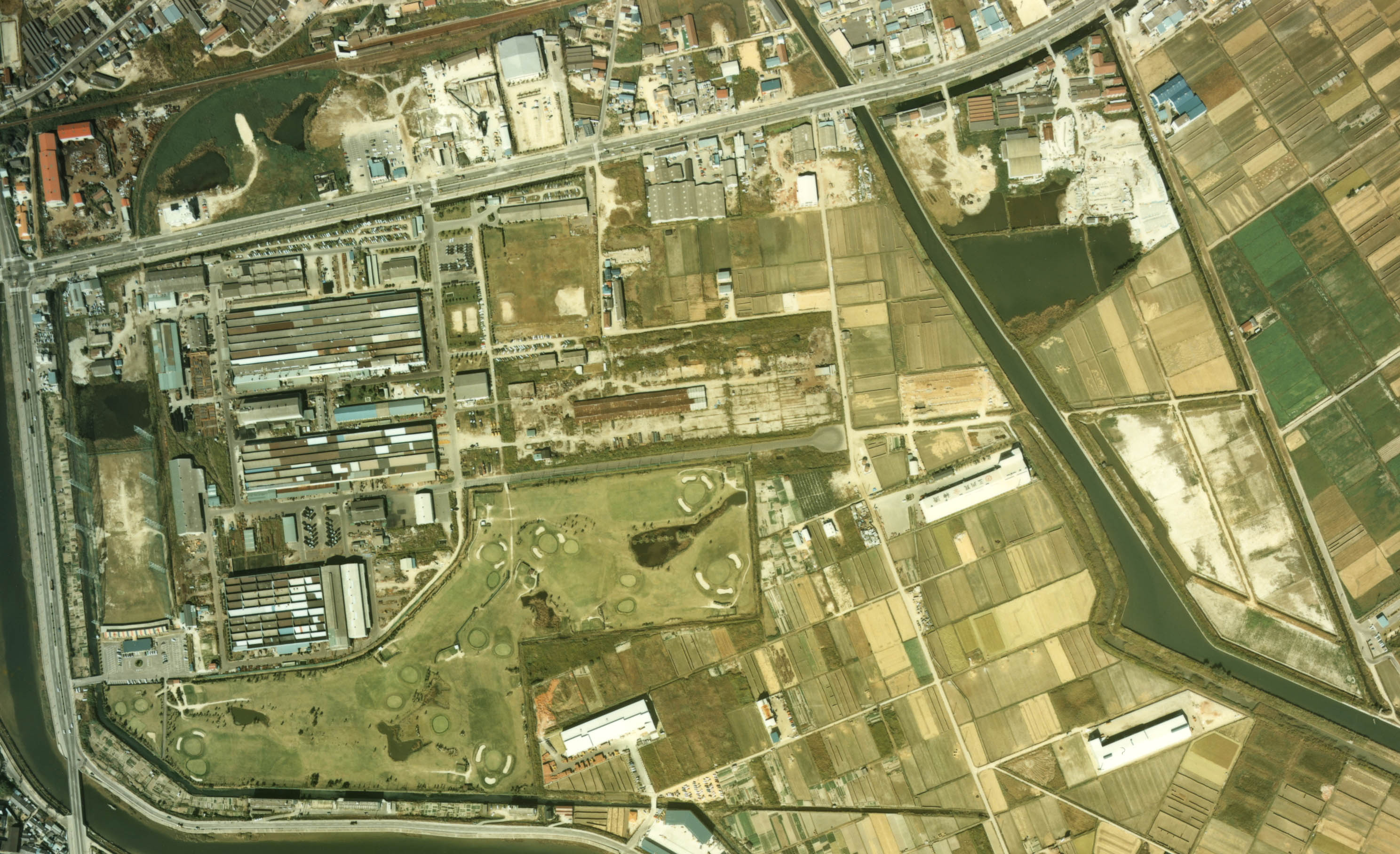
1977年当時の輸送機工業付近の空中写真。この写真の範囲がほぼ旧中島飛行機半田製作所本工場の範囲に相当する。

- 1945年（昭和20年）8月17日 - 中島飛行機から富士産業に社名を変更、同時に中島製作所半田製作所を富士産業半田製作所に名称変更。
- 1950年（昭和25年）7月15日 - 「愛知富士産業株式会社」として設立[2]。
- 1953年（昭和28年）8月20日 - 「輸送機工業株式会社」に商号を変更[2]。
- 1961年（昭和36年）10月2日 - 名古屋証券取引所市場第二部に株式を上場。
- 2001年（平成13年） - ISO 9001認証を取得[2]。
- 2003年（平成15年） - JIS Q 9100認証を取得[2]。
- 2003年（平成15年）4月1日 - 富士重工業より車両事業部のカートレーラー事業を譲受[4]。
- 2004年（平成16年）- ISO 14001認証を取得[2]。
- 2004年（平成16年）7月28日 - 上場廃止。
- 2004年（平成16年）8月 - 富士重工業との簡易株式交換により完全子会社となる[5]。
- 2005年（平成17年） - 航空機部品事業以外の事業から撤退。
- 2006年（平成18年） - Nadcap認証を取得[2]。

輸送機工業への社名変更
1950年（昭和25年）、愛知富士産業に社名変更したが、「愛知富士産業」では「愛知」は愛知機械工業（旧・愛知航空機）、「富士」は当時鉄道車両も手掛けていた「富士車輌」があること、また富士重工業（現・SUBARU）が紛らわしいとの理由で変更することとなった。将来の鉄道車両、自動車、航空機など輸送機械への事業進出などを考慮し、輸送機工業の社名に変更した。

## 歴史

### 黎明期
終戦後、中島飛行機から富士産業に社名を変更し、輸送機工業の前身が発足した。戦後の物資不足の時代、航空機製造に代わる主力産業を模索する中、各種日用品や綿織機の製造（1946年から1952年6月まで製造）、さらに航空機の製造技術を生かして鉄道車両の製造・修理事業を始めることとなった。
1946年（昭和21年）4月から名古屋鉄道（名鉄）の知多半田駅引き込み線に修理工場を建設し、戦災車両の修理業務を行った。名鉄車両の修理実績から、同年秋には運輸省（→日本国有鉄道）名古屋工機部から戦災車両の修理を受注し、乙川駅引き込み線に車両工場を建設して戦災車両の修理を行った。国鉄車両の修理実績は、1947年（昭和22年）3月に国鉄戦災客車復旧工事の正式契約受注に繋がったほか、1951年（昭和26年）4月には木造客車の鋼体化工事の受注に至った。1949年（昭和24年）には国鉄の新製事業用貨車（車掌車）「ヨ」を受注、その後新製冷蔵車「レ」（形式は未記載）の受注に成功し、以後国鉄貨車製造メーカーの一員となる。
このほか、名古屋市交通局の市電車両、遠州鉄道、三岐鉄道、山梨交通（鉄道事業は1962年廃止）、富山地方鉄道等の客車・貨車の製造・修理も行った。
1953年（昭和28年）8月、アメリカ合衆国は朝鮮戦争によって被災した大韓民国（韓国）援助のため、在日米軍調達本部（JPA）を通して韓国向け客車56両を日本国内に発注した。この商談は、当時の輸送機工業の年間売上高を超える大きなもので、必死の営業活動の結果、輸送機工業が受注するに至った。以後、下記に記載する通り多数の輸出向け車両があったが、1958年（昭和33年）納入のイラン向け郵便荷物車を最後に輸出車両（完成車体）は途絶えた。
- タイ王国 - 客車10両・タンク車16両、ローサイドワゴン車73両
- ビルマ（→ミャンマー） - 客車50両、無蓋車50両（賠償車両）
- インド - 客車台枠100両分
- フィリピン - 貨車50両（賠償車両）
- イラン - 郵便荷物車20両

このほかタイ国に塩積車70両、パキスタンには無蓋車75両をノックダウン生産で納入した。これを含めて、総計570両の車両を海外に輸出した。
鉄道車両事業は、1950年（昭和25年）度から1960年（昭和35年）度の間に輸送機工業の売上高の半数以上を占め、1954年（昭和29年）度には97.1%を占めるに至った。しかし、昭和40年代後半以降、売り上げに占める鉄道車両製品の割合は急減した。
バスボディの製造
1949年（昭和24年）9月からはバスボディの製造を開始、知多乗合バスに納車した。以降、名古屋市交通局、名古屋鉄道、信南交通、諏訪自動車等から受注したが、後発メーカーとなったため厳しい競合には勝てず、1953年（昭和28年）10月に撤退した。

### 昭和30年代以降
1959年（昭和34年）、国鉄が貨車の発注にグループ制度を採用したことに伴い、輸送機工業は日本車輌製造とグループとなり、共同でワム70000形500両の製造を受注した。輸送機工業はこのうち180両の完成車体を製造したほか、同車の部品製造を担当した。この受注以降、輸送機工業は車両部品を製作し、日本車輌が最終的な組み立てを担当することとなり、国鉄向け完成品車両の製造はなくなった。
1961年（昭和36年）には同じく日本車輌製造と共同でワム60000形総計2,500両の部品製造を受注したほか、富士重工業宇都宮製作所、新三菱重工業（現・三菱重工業）三原製作所、飯野重工業（→舞鶴重工業→日立造船に合併）舞鶴工場からも、貨車部品の製造を受注した。
1972年（昭和47年）、日本鉄道車輌工業会の提言を受けて、国鉄は貨車製造メーカーを6社体制から3社体制に見直した。この結果、輸送機工業は部品製造のみを担うこととなった。
鉄道車両以外への進出
1955年（昭和30年）からはトラック及びバス用ディスクホイールの生産を開始し、以降順調に売り上げを伸ばすに至った。
1963年（昭和38年）、日産ディーゼル工業（現・UDトラックス ）からクレーンキャリアのフレーム生産を受注し、1966年（昭和41年）からは日産ディーゼル工業からクレーンキャリア全車種の総組立を受注した。クレーンキャリアの製造は、のちに輸送機工業の主力製品になるまで急成長した。トラッククレーンと同時期にトレーラー（被けん引車）の生産が開始され、のちに輸送機の主力製品になる。
1960年（昭和35年）からは集合住宅向け玄関ドアを製造開始した。

## 国鉄向け完成車体
日本国有鉄道（国鉄）向けに完成車両として納車したものを示す。気動車・客車・貨車、総計1,639両を製作した。
気動車 - 10両
- キハ45000形

客車 - 155両
- 国鉄60系客車（鋼体化改造含む）
  - オハ61形3等客車 - 71両
  - オハユニ61形3等郵便荷物車 - 10両
  - スハニ62形3等荷物車 - 10両
  - オハニ63形3等荷物車 - 5両
  - スユニ60形郵便荷物車 - 10両
  - マニ60形荷物客車 - 49両

貨車 - 1,474両
有蓋車
- 国鉄ワム23000形貨車 - 256両
- 国鉄ワム70000形貨車 - 350両

有蓋緩急車
- 国鉄ワフ29500形貨車 - 180両

冷蔵車
- 国鉄レム1形貨車 - 110両
- 国鉄レ10000形貨車 - 30両

通風車
- 国鉄ツム1形貨車 - 80両
- 国鉄ツ4000形貨車 - 50両ほか

無蓋車
- 国鉄トラ30000形貨車 - 140両
- 国鉄トラ35000形貨車 - 162両

車掌車
- 国鉄ヨ3500形貨車 - 73両

## その他
- 1944年（昭和19年）の中島飛行機半田製作所時代から1975年（昭和50年）まで、JR武豊線乙川駅から輸送機工業までの専用線が敷設されていた。